# Linarolo
Linarolo (Linarö in dialetto pavese) è un comune italiano di 2 782 abitanti della provincia di Pavia in Lombardia. Si trova nel Pavese meridionale, a breve distanza dalla riva sinistra del Po, appena a valle delle confluenza del Ticino, che avviene presso il ponte della Becca, che si trova nel comune, presso la frazione Vaccarizza. Il centro si sviluppa attorno alla piazza, su cui si affaccia la chiesa parrocchiale di Sant'Antonio Abate.

## Geografia fisica
All'interno del comune di Linarolo il Ticino confluisce nel Po presso la frazione di Vaccarizza. Sono presenti aree naturali che fanno parte del Parco naturale lombardo della Valle del Ticino, di queste i più conosciuti sono i cosiddetti Boschi di Vaccarizza.

## Origini del nome
Il nome di Linarolo deriva dall'antica presenza di coltivazioni di lino.

## Storia

### Linarolo
Noto fin dal 1181, apparteneva alla Campagna Sottana pavese; nel XIV ne erano feudatari i Cani di Pavia, passando poi ai Beccaria. Linarolo appartenne dal 1450 al feudo di Belgioioso, ma passò successivamente ai Mezzabarba e per eredità nel 1723 ai Calderara di Pavia. L'intero comprensorio fece poi parte di Belgioioso, dominato per secoli dagli Estensi e poi dai Barbiano. Nel 1872 fu aggregato a Linarolo il soppresso comune di Vaccarizza.

### Vaccarizza
Vaccarizza (CC L523) faceva parte della Campagna Sottana di Pavia, ed era compreso nella squadra (podesteria) del vicariato di Belgioioso. Nel XVIII secolo gli furono aggregati i piccoli comuni di Ospedaletto e San Leonardo. Nel 1872 il comune di Vaccarizza fu soppresso e unito a Linarolo.

### Simboli
Lo stemma e il gonfalone sono stati approvati con delibera del consiglio comunale n. 15 del 27 marzo 1988 e concessi con decreto del presidente della Repubblica del 23 ottobre 1997.
La pianta di lino è in stretta relazione con l'etimologia del nome del paese.
La fascia ondata simboleggia i numerosi corsi d'acqua che attraversano e rendono fertile il territorio, soprattutto i fiumi Po e Ticino, presso la cui confluenza si trova l'abitato di Linarolo.
La torre rappresenta il fortilizio che probabilmente sorgeva in paese ed è inoltre simbolo di difesa del territorio, data la posizione strategica  di Linarolo lungo la Via Regina che attraversava i territori di San Leonardo ed Ospedaletto.
Il gonfalone è un drappo di giallo.

## La via Francigena
La via Francigena passa per il comune di Linarolo, il quale apparteneva all'Ordine dei Templari.
Il passaggio dei pellegrini è confermato dall'esistenza, in passato, di un ospedale per i Romei, ricordato dal duca di Milano Gian Galeazzo Visconti nel suo Itinerario per i pellegrini diretti a Roma, del 1400. I boschi e la vicinanza del fiume formarono la cornice ideale per intraprendere passeggiate nella natura e rievocare una storia suggestiva. L'abitato è in una zona assai frequentata nel Medioevo, dove transitava la Strada Regina, passando per San Leonardo e Ospedaletto. La strada congiungeva Piacenza a Pavia seguendo il Po e costituiva il proseguimento della Via Emilia (Rimini-Piacenza).

## Monumenti e luoghi di interesse

### Architetture religiose

#### Chiesa parrocchiale di Sant'Antonio Abate
La chiesa parrocchiale di Sant'Antonio Abate è situata in piazza Dante Alighieri, accanto al municipio.
La prima menzione della chiesa risale al 3 settembre 1380, dagli atti del notaio Giovanni Campeggi, quando risultava di proprietà dei Canonici regolari di Sant'Antonio di Vienne che vi gestivano anche un ospedale per i pellegrini. Conseguì, tuttavia, i diritti parrocchiali solo nel XVI secolo, come si desume dagli atti della visita apostolica di Angelo Peruzzi del 1576.
Aveva due altari, uno dedicato a sant'Antonio abate e l'altro alla Beata Vergine del Rosario di patronato della famiglia Beccaria. Sulla facciata erano state dipinte le immagini della Madonna Annunziata, di sant'Antonio Abate e di san Prospero.
Fu ricostruita tra il 1784 e il 1785 e venne consacrata il 12 luglio 1885, in occasione del primo centenario della sua costruzione, dal vescovo di Pavia Agostino Gaetano Riboldi: non vi era infatti documentazione certa di una precedente consacrazione. Per la costruzione della chiesa furono impiegati i caratteristici mattoni rossi (molto usati nella costruzione di chiese in Lombardia).
Sulla facciata è presente un medaglione raffigurante la visita di sant'Antonio abate a san Paolo di Tebe nel deserto, al quale un corvo porta due pezzi di pane. Sopra il portale è presente l'iscrizione latina "DOMUS DOMINI DICATA S. ANTONIO ABBATI" ("Casa del Signore dedicata a sant'Antonio abate"). 
La pianta presenta tre navate separate da due colonne per lato, sia l'altare maggiore che quelli laterali sono a muro, nella parte superiore dell'abside è raffigurato Gesù come buon pastore in un affresco di A. Vitto del 1924, sulla cupola sono, invece, raffigurati degli angeli in adorazione davanti al Santissimo Sacramento, agli angoli i quattro evangelisti e sulla volta è presente l'iscrizione latina "LAUDATE DOMINUM OMNES GENTES" ("Tutte le genti lodino il Signore"). Lungo la navata laterale di destra è presente l'altare della Natività della Beata Vergine Maria e quello di Sant'Antonio Abate, la navata termina in una cappella ove sono conservate le reliquie dei santi martiri Fausto e Sebastiano; mentre in quella sinistra sono presenti il battistero con la statua di Maria Immacolata e il quadro del Battesimo di Gesù nel fiume Giordano e gli altari di San Luigi Gonzaga (donato dalla famiglia E. Penna, M. Rampini nel giugno 2014) e quello della Madonna del Rosario, patrona del paese. L'organo è situato in fondo alla chiesa e nella parte superiore compare l'iscrizione latina "LAUDATE DEUM IN CHORDIS ET ORGANO" e la statua di un angelo che suona la tromba. Il campanile si trova sul lato sinistro della chiesa e vi si può accedere tramite la porta retrostante la sede del celebrante.
Reliquie conservate nella chiesa:
- Santa Croce, autenticata il 14 maggio 1736, viene esposta alla venerazione dei fedeli tutti i venerdì di quaresima e il 14 settembre (festa dell'Esaltazione della Santa Croce).
- Sant'Antonio Abate, autenticata il 22 giugno 1767, viene esposta alla venerazione dei fedeli il 17 gennaio (festa del santo), quando viene anche portata in processione.
- Santi Fausto e Sebastiano, martiri. Le ossa dei due santi sono state autenticate dalla Curia Vescovile di Pavia il 12 maggio 1722 e poste nella cappella a loro dedicata situata a destra dell'altare maggiore.
- Santi Barnaba, Ambrogio, Agostino e Carlo Borromeo, vescovi. Le reliquie sono state autenticate dall'arcivescovo di Milano Luigi Nazari di Calabiana il 15 settembre 1869 e sono contenute in quattro busti, che vengono esposti sull'altare maggiore durante le principali festività.
- Santi Tranquillo, Pacifico e Sinforosa, martiri. Le reliquie sono state autenticate dalla Curia Vescovile di Pavia il 2 marzo 1880 e vengono esposte sull'altare maggiore durante le principali festività.
- San Massimo, vescovo di Pavia. La reliquia consiste in un osso del santo ed è stata autenticata dalla Curia Vescovile di Pavia il 2 marzo 1880, viene esposta sull'altare maggiore durante le principali festività.

#### Cappella della Madonna Addolorata
Nei pressi della Cascina Paltinera, in una zona rurale del comune, è presente una piccola cappella dedicata a Maria Addolorata, comunemente nota come la Madonnina. Fu costruita per volere di Martina Fietta nel maggio 1933 e fu poi donata alla parrocchia insieme a un appezzamento di terra nelle vicinanze. Ogni anno, la terza domenica di settembre viene celebrata una messa alla cappella. All'interno è presente un dipinto raffigurante la pietà realizzato da Cavallini nel 1986.

## Società

### Evoluzione demografica[10]
- 200 ab. nel 1576[11]
- 530 ab. nel 1750[12]
- 675 ab. nel 1780[13]
- 624 ab. nel 1805
- 687 ab. nel 1807[14]
- 700 ab. nel 1822[15]
- 836 ab. nel 1853[16]
- 1 015 ab. nel 1859
- 1 083 ab. nel 1861[17]
- 1 214 ab. nel 1871[18]
- 1 452 ab. nel 1877[19]
- 2 342 ab. nel 1881[20]
- 2 315 ab. nel 1901[21]
- 2 369 ab. nel 1911[22]
- 2 421 ab. nel 1921[23]
- 2 480 ab. nel 1931[24]
- 2 580 ab. nel 1936[25]
- 2 636 ab. nel 1951[26]
- 2 476 ab. nel 1961[27]
- 2 169 ab. nel 1971[28]
- 2 850 ab. nel 2017[29]

Abitanti censiti

## Geografia antropica

### Frazioni

#### Ospedaletto

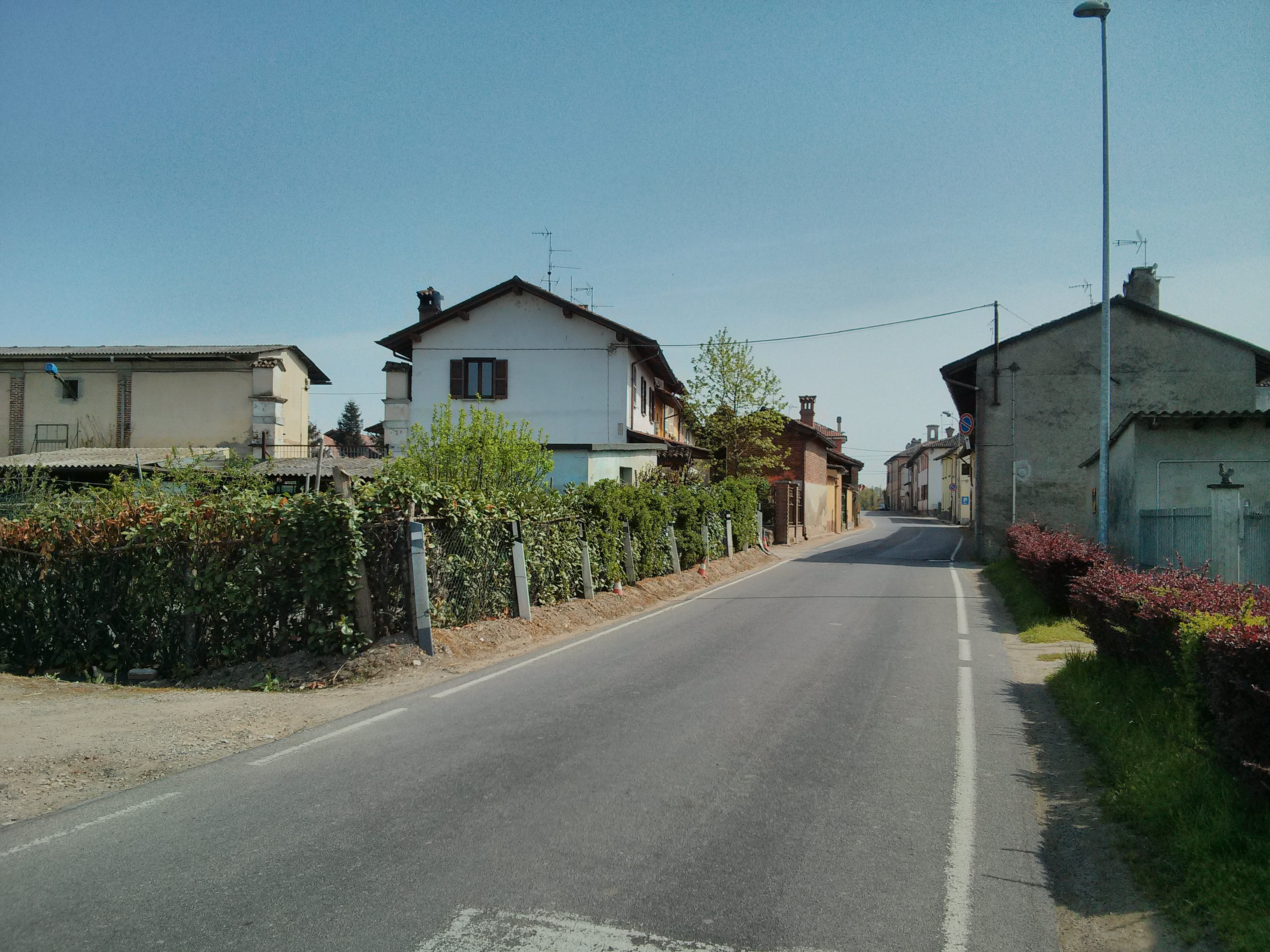
Vista della frazione di Ospedaletto

Ospedaletto è attraversato dalla Strada Regina (una parte di via Francigena); l'area appartenne in passato all'Ordine dei Templari, che vi gestivano un ospitale per i pellegrini, da cui deriva appunto il nome. Nel 1751 la popolazione era di 138 abitanti. Nel 1757 il piccolo comune di Ospedaletto fu aggregato a quello di Vaccarizza e nel 1872 al comune di Linarolo.

#### San Leonardo

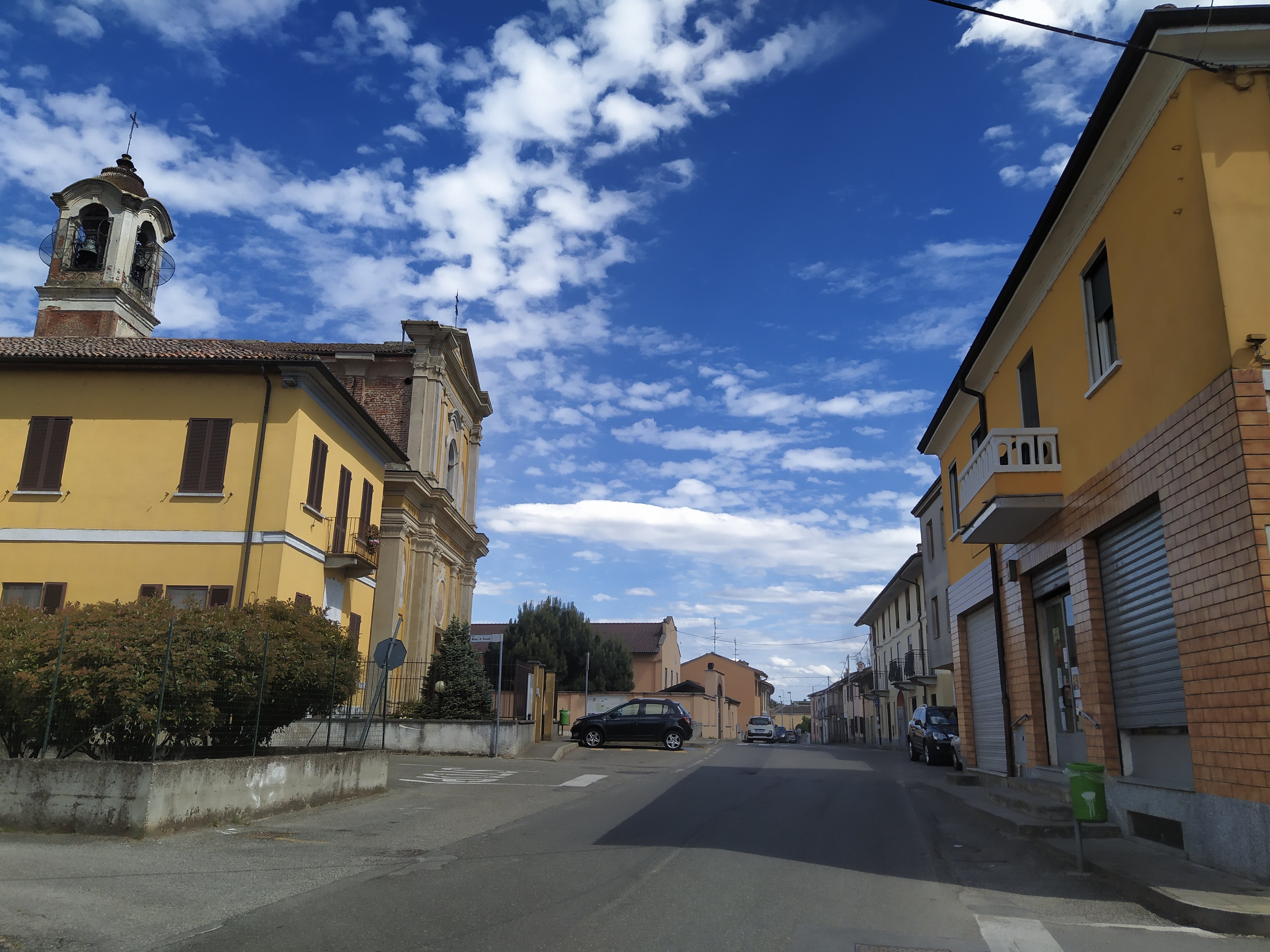

San Leonardo è una frazione divisa fra i comuni di Linarolo e Valle Salimbene. Anche essa è attraversata dalla Strada Regina e si estende in un territorio chiamato, in epoca medievale, Toxicaria. Nel 1757 il piccolo comune di San Leonardo fu aggregato a quello di Vaccarizza e nel 1872 ai comuni di Linarolo e Valle Salimbene. Cuore del caseggiato è la chiesa parrocchiale dedicata a san Leonardo di Limoges.
Evoluzione demografica:
- 600 ab. nel 1576
- 741 ab. nel 1780
- 1 141 ab. nel 1807
- 1 452 ab. nel 1877

#### Vaccarizza
Presso questa località il Ticino confluisce nel Po. Vaccarizza costituì un comune autonomo fino al 1872 quando fu aggregato a quello di Linarolo. In una cappella privata del paese si trova un bassorilievo in marmo bianco di Carrara e risalente al XIII secolo, raffigurante Cristo in croce. Secondo una tradizione locale le acque del Po, in un'esondazione, cominciarono a ritrarsi dopo aver lambito l'opera.

## Infrastrutture e trasporti

### Il Ponte della Becca

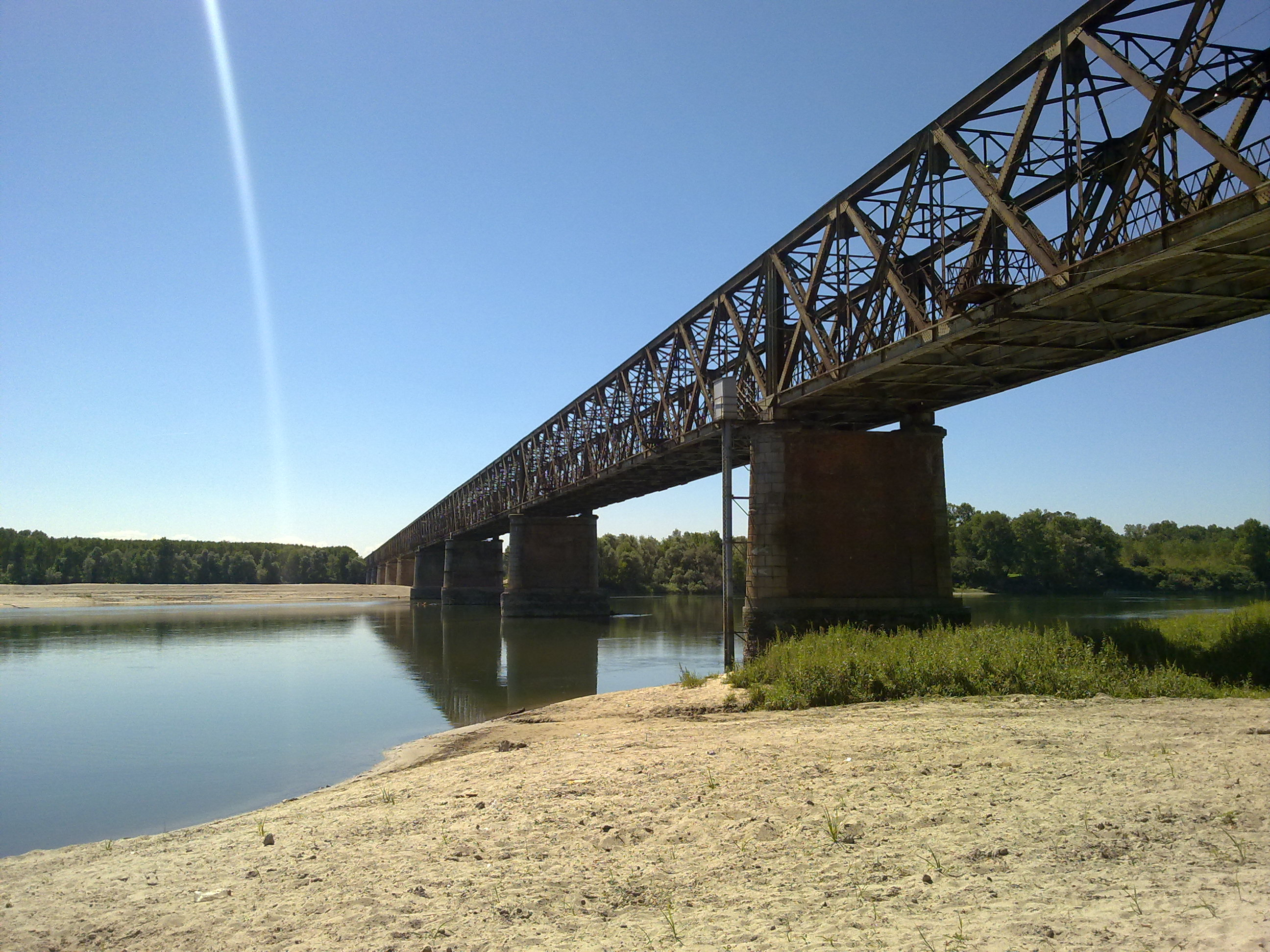

La Strada statale 617 Bronese, che passa per il comune di Linarolo, scavalca il Po tramite il Ponte della Becca, interamente costruito in ferro battuto; il ponte sovrasta il Po nel punto esatto della confluenza con il Ticino. Esso, per la sua importanza strategica, fu oggetto di numerosi bombardamenti sia tedeschi che alleati durante la Seconda guerra mondiale, che lo distrussero parzialmente; nel 1950 fu ricostruito.

## Amministrazione
| Periodo        | Periodo        | Primo cittadino           | Partito                         | Carica  | Note            |
| -------------- | -------------- | ------------------------- | ------------------------------- | ------- | --------------- |
| 23 aprile 1995 | 13 giugno 1999 | Marco Giorgio Pinotti     | Lista civica di Centro-sinistra | Sindaco | Primo mandato   |
| 13 giugno 1999 | 13 giugno 2004 | Marco Giorgio Pinotti     | Lista civica di Centro-sinistra | Sindaco | Secondo mandato |
| 13 giugno 2004 | 8 giugno 2009  | Faustino Luigi Precerutti | Lista civica                    | Sindaco | -               |
| 8 giugno 2009  | 25 maggio 2014 | Pietro Scudellari         | Lista civica Il ponte           | Sindaco | Primo mandato   |
| 25 maggio 2014 | 26 maggio 2019 | Pietro Scudellari         | Lista civica Il ponte           | Sindaco | Secondo mandato |
| 26 maggio 2019 | in carica      | Paolo Mario Fraschini     | Lista civica Insieme            | Sindaco | -               |